# Torre San Giovanni
Torre San Giovanni is een plaats (frazione) in de Italiaanse gemeente Ugento.